# Atlante linguistico ed etnografico dell'Italia e della Svizzera meridionale
L'Atlante linguistico ed etnografico dell'Italia e della Svizzera meridionale (Sprach- und Sachatlas Italiens und der Südschweiz) è una raccolta di carte geografiche dell'Italia e della Svizzera meridionale che presenta parole, concetti o frasi, nelle rispettive forme dialettali, evidenziando le differenze linguistiche tra le varie località.
L'intera opera comprende otto volumi pubblicati dal 1928 al 1940, un volume introduttivo ed un indice analitico complessivo, pubblicato dopo la morte dei due ideatori, Karl Jaberg (1877-1958), professore all’Università di Berna, e Jakob Jud (1882-1952) all’Università di Zurigo.

## Storia
In seguito alla pubblicazione, nel 1902-1910, dell'Atlas linguistique de la France (ALF) da parte di Jules Gilliéron, i suoi due allievi Jaberg e Jud decisero di applicare gli stessi modelli di inchiesta al sud della Svizzera e all'Italia. In Italia c'era già il proposito di produrre un Atlante linguistico e i due autori contattarono direttamente due importanti linguisti, uno svizzero, Carlo Salvioni, e l'altro italiano, Ernesto G. Parodi, i quali informarono Jaberg e Jud che i lavori per la stesura dell'Atlante Linguistico Italiano erano ancora molto indietro e diedero loro il via libera.
I primi viaggi di ricerca vennero condotti a partire dal 1908 nelle zone delle Alpi centrali e occidentali, in particolare in Piemonte, Ticino, Valtellina e nel Bresciano. In seguito a questi nacque la bozza del primo questionario, ritenuto però dagli autori troppo generico. Dal 1911, dopo una spedizione nel sud del Piemonte e con l'aiuto di Carlo Salvioni, il questionario venne rielaborato, ampliato e testato nei Grigioni e nel Piemonte settentrionale. Un ulteriore confronto con l'ALF e con il questionario retoromanzo di Robert von Planta portò alla stesura della versione definitiva del questionario esteso.
In quegli stessi anni Jaberg e Jud fecero i primi tentativi per ottenere finanziamenti dall'Editore Westermann proponendo un progetto che comprendeva una rete di 450 punti rilevati da un unico raccoglitore nell'intera area italiana e retoromanza ma, a causa degli alti costi previsti, le trattative fallirono. Il progetto venne allora ridimensionato alla Svizzera meridionale e all'Italia settentrionale, con la linea Livorno-Ancona come confine meridionale. I lavori però si interruppero in seguito allo scoppio della guerra. All'inizio degli anni venti venne ingaggiato il primo raccoglitore, Paul Scheuermeier, allievo di Gauchat e Jud, e arrivarono i primi finanziamenti da parte della Fondazione per la ricerca scientifica dell'Università di Zurigo e di molti privati, per un totale di 80.000 franchi. Le prime interviste dialettali iniziarono dunque in quegli anni, a partire dalla Svizzera.
Nell'Ottobre del 1922 Matteo Bartoli e Giulio Bertoni iniziano a lavorare all'Atlante Linguistico Italiano, promosso dalla Società Filologica Friulana, senza però coordinarsi con il lavoro di Jaberg e Jud, i quali, per non far risultare la propria opera superata, furono costretti a tornare all'idea originale e cioè ad un atlante che comprendesse anche la parte centro-meridionale dell'Italia. Scheuermeier estese dunque la sua area di indagine al di sotto della linea Ancona-Livorno fino a Roma, e, per completare il lavoro, vennero coinvolti due nuovi raccoglitori: Gerhard Rohlfs per la penisola italiana a sud di Roma e per la Sicilia e Max Leopold Wagner per la Sardegna.
Alla fine del 1925 erano state condotte quasi 400 inchieste, di cui 300 di Scheuermeier, 70 di Rohlfs e 20 di Wagner e iniziò una lunga serie di trattative con varie case editrici, terminate nel 1927 con la stipulazione di un contratto con la ditta Verlagsanstalt Ringier Co. di Zofingen. Nel 1928 venne pubblicato il primo volume atlantistico e il volume introduttivo, a cui seguirono gli altri sette volumi, l'ultimo dei quali pubblicato nel 1940. Solo nel 1960 è avvenuta invece la pubblicazione dell'indice analitico complessivo.

## Aspetti teorici
Secondo Jaberg un atlante nazionale è la proiezione cartografica delle proprietà dialettali di una nazione e deve lasciare riconoscere a grandi linee la struttura linguistica della nazione analizzata. Era ben cosciente, però, del fatto che per giudicare una lingua bisognava interrogare più persone di età e strato sociale diversi, ma questo non era possibile per questioni pratiche. La scelta di intervistare solo un informatore per ogni luogo non è una novità ma, nella pratica, prima dell'AIS questa scelta non viene mai motivata e discussa a sufficienza. Jaberg e Jud, nella seconda parte del volume introduttivo dell'Atlante, si soffermano sui principi teorici alla base delle scelte pratiche che hanno operato nella selezione degli informatori e nella raccolta delle risposte, creando così un solido apparato scientifico. Di ogni informatore viene registrata ogni minima reazione, dalle esitazioni ai gesti, dai momenti di imbarazzo a quelli di allegria e queste informazioni, per gli autori, non sono di secondaria importanza, in quanto, insieme al materiale fotografico raccolto, rappresentano lo strumento ideale per uno studio etnografico e culturale, necessario allo studio degli atti linguistici raccolti. Negli studi precedenti invece il concetto di rappresentatività è espresso in modo approssimativo e non si forniscono tutti gli elementi necessari per una piena valutazione dei dati. Nell'ALF, ad esempio, non si accenna alla natura del materiale raccolto e per ogni informatore si riporta età, mestiere, origine ma non il grado d'istruzione.
Da tenere in considerazione che Jaberg rende conto del Cours de linguistique générale ("Corso di linguistica generale") di Saussure, pubblicato nel 1916, che ha profonde conseguenze in tutta l'opera, dato il riconoscimento del carattere della risposta dell'informatore come atto di parole, ovvero come atto individuale riferito alla singola esecuzione. Jaberg però ha la consapevolezza che un atlante non deve essere solo la registrazione di atti di parole ma deve rappresentare in maniera abbastanza aderente una varietà d'uso del dialetto locale. Questa ottima rappresentazione è possibile solo se si esplicitano le circostanze e i dati sulle inchieste e sugli informatori e se il metodo di trascrizione dei dati non subisce alcun intervento di normalizzazione. Solo dopo queste considerazioni è possibile capire l'importanza dell'aspetto etnografico dell'atlante, in quanto esso risulta fondamentale per la corretta interpretazione dei dati linguistici raccolti ed esposti.

## Composizione opera
L'opera è composta dal volume introduttivo Der Sprachatlas als Forschungsinstrument, da 8 volumi di duecento carte ciascuno e da un indice complessivo. Invece di seguire il tradizionale ordine alfabetico degli altri atlanti linguistici, ognuno degli otto volumi è diviso per campo semantico, con l'intento di dare una visione d'insieme di un campo etnografico, delineando in modo continuo correnti culturali e linguistiche.
I contenuti sono i seguenti:
- I Volume: Parentela. Età. Amore, nascita, matrimonio e morte. Nomi di battesimo. Parti del corpo. Funzioni del corpo. Qualità e difetti fisici. ()
- II Volume: Mestieri e arnesi. Commercio. Numeri. Tempo e spazio. Corpi celesti. Fenomeni atmosferici. Metalli. ()
- III Volume: Minerali. Configurazione del suolo e acque. Animali. Caccia e pesca. Silvicoltura e arnesi dello spaccalegna. Piante. ()
- IV Volume: Riposo e toeletta. Malattie e guarigione. Difetti, qualità morali e sentimenti. Vita religiosa e sociale. ()
- V Volume: Casa e masserizie. Cibi. Mangiare e bere. ()
- VI Volume: Allevamento del bestiame grosso e minuto. Apicoltura. Bachicoltura. Pascolo e alpeggio. Carro, giogo e finimenti. ()
- VII Volume: Alberi fruttiferi e frutti. Viticoltura e vinificazione. Fabbricazione dell'olio. Orto e giardino, erbaggi e legumi. Coltivazione delle patate. Arnesi del falciatore. Prato e campo. Irrigazione e lavorazione del campo. Cereali e  loro coltivazione. Trebbiatura. Mondatura e   conservazione del grano. ()
- VIII Volume: Panieri. Lavorazione della canapa e del lino. Filatura e tessitura. Bucato. Cucitura. Vestimento e calzatura. Aggettivi. Frasi: brani di conversazione. Tavole della coniugazione. Supplemento. ()

## Questionario

### Scopi
Gli scopi principali nella preparazione del questionario erano: includere il più possibile le particolarità linguistiche e le condizioni culturali delle aree dialettali da rilevare; garantire fedeltà ma anche confrontabilità delle risposte.

### Impostazione
Il questionario è concepito partendo da parole facili, come numeri, giorni della settimana, nomi di parentela, e, seguendo il naturale corso delle associazioni mentali, si sposta verso parole sempre più difficili, senza così stancare gli informatori. È legato in parte all'ALF ma se ne discosta in alcuni aspetti, nella formazione del plurale, per esempio, in quanto in Italia non esiste la s finale, oppure per una maggiore attenzione alla diffusione di alcuni fenomeni fonetici.

### Tipi
Sono stati utilizzati tre tipi di questionario:
- Normale (Qn), di 2000 domande; somministrato 354 volte.
- Esteso (Qe), di circa 4000 domande; somministrato 29 volte.
- Ridotto (Qr), di circa 800 domande; somministrato 28 volte.

Il Qe è stato utilizzato per i gruppi dialettali più importanti e il Qr nelle città dell'Italia settentrionale dove parte del lessico sarebbe mancata.

### Problemi
Uno dei più grossi problemi fu il confronto tra i diversi stili di vita degli informatori. Infatti, gli autori lavorarono a lungo per non trasformare l'atlante in una serie di atlanti regionali, evitando, nello stesso tempo, di appiattire le differenze lessicali dell'Italia.
L'altro grosso problema fu conciliare l'esigenza di confrontabilità con quella della spontaneità delle risposte, in quanto ogni lingua può esprimere concetti in maniera totalmente differente e possedere espressioni non traducibili. Ciò vale sia per il lessico che per la sintassi. L'obiettivo principale dei raccoglitori era quello di favorire la scorrevolezza della risposta, che, tra l'altro, non è affatto legata alla frequenza d'uso di una parola. Era necessario formulare le domande nello stesso modo di pensare popolare, per favorirne innanzitutto l'esatta comprensione e per agevolare gli informatori nella formulazione delle risposte. In questo senso, la lingua scritta, in Italia, costituiva una difficoltà in quanto era mediamente meno conosciuta rispetto alla Francia. Nello stesso tempo era impossibile l'adattamento del questionario per ogni regione poiché si sarebbe perduta l'unitarietà dei risultati, perché sarebbe stato impossibile trovare un raccoglitore che conoscesse così tanti dialetti e soprattutto perché si sarebbe influenzato troppo l'informatore, che avrebbe creduto di poter utilizzare solo le stesse parole usate nelle domande. Sono stati dunque applicati solo lievi adattamenti laddove si sarebbero creati problemi di comprensione (la schiena diventa il dosso, cacciare viene inteso come mandar via). Ai raccoglitori era stata data la facoltà di inserire nuove formulazioni lessicali, di usare perifrasi, gesti o immagini, soprattutto con gli informatori meno colti.

## Interviste

### Scelta degli informatori
La scelta degli informatori è stata affidata completamente ai raccoglitori, proponendo loro solo delle linee guida. Sono state preferite, ad esempio, le donne di classi medie o basse in quanto meno soggette a spostamenti o viaggi e quindi a influssi esterni e contaminazioni linguistiche. In generale però la media degli intervistati è costituita da uomini tra i quaranta e i settanta anni, perché in pieno possesso delle facoltà fisiche ed intellettuali che richiedono le lunghe sedute di interviste. Da tener presente, nella scelta degli informatori, le questioni storico-culturali: il senso del decoro non permetteva alle donne di rimanere per più giorni con un uomo estraneo; gli uomini di età inferiore a 45 anni avevano preso parte alla guerra e avevano subito contaminazioni linguistiche o non padroneggiavano ancora bene il proprio vocabolario; gli uomini troppo anziani si stancavano facilmente e avevano una pronuncia poco chiara; i lavoratori dipendenti erano affetti da un certo servilismo verso l'estraneo, che ne contaminava la sicurezza linguistica.
In generale è stato riscontrato che il miglior informatore era una persona intelligente ma non colta, in quanto l'istruzione è veicolata dalla lingua scritta, la quale intacca il dialetto. La classe mediamente più esaminata è stata quella contadina.
I raccoglitori usavano rivolgersi alle autorità locali, agli insegnanti, ai religiosi, all'oste, i quali proponevano gli informatori che potevano essere più adatti. Il metodo prevalentemente utilizzato da Gerhard Rohlfs era quello di porre delle domande ad un gruppo di persone e, in base alle risposte, scegliere la persona più adatta. Scheuermeier invece raccoglieva prima tutte le informazioni sul possibile informatore e dopo gli si rivolgeva direttamente.

### Verbali d'inchiesta
In allegato ad ogni intervista è presente un verbale sulla biografia e le caratteristiche particolari degli informatori o informazioni sulle località. Ad ogni verbale segue una bibliografia, la quale però è intenzionalmente ridotta al minimo, sia per questioni di spazio sia perché, al momento della pubblicazione, era attesa la bibliografia dei dialetti italiani di C. Salvioni.
Per comprendere i verbali valgono, nell'ordine in cui sono esposte, le seguenti regole:
- numero della località
- numero dell'ordine cronologico delle inchieste, tra parentesi
- nome della località stampato spazieggiato; se è una frazione, viene fatto seguire il nome del comune in corsivo
- dati sull'appartenenza amministrativa ed ecclesiastica della località
- data e durata dell'inchiesta
- tipo di questionario: Qe, questionario esteso, Qn, questionario normale, Qr, questionario ridotto
- Con. Indica che è stata rilevata la coniugazione verbale
- numero d'ordine delle fotografie scattate

Nella descrizione dell'informatore:
- il numero tra le lineette indica l'età
- a. è l'abbreviazione di anno

Esempio:
1 (19)  B r i g e l s  (retorom. Breil), circondario Disentis, distratto Vorderrhein, cantone Grigioni, diocesi Coira. - Da 30.III. A 1.IV.1920. - Qn – Con. - Fotografie 95, 487.
Informatore: contadino, sindaco, ex insegnante, genitori di luogo. - 51 – È stato 5 a. a Coira, 7 a. a Tavetsch, ed è stato nella Svizzera tedesca per lavori stagionali. In estate sempre Brigels. Molto conservativo, pronto e sicuro. Pronuncia chiara.
Inf. Di prova: Qn 1-16 ex sacrestano. Meno fedele; conoscenza insufficiente del tedesco.
Dialetto: Gartner, Gramm. e Handb. (dove la località è indicata con b4).

### Condizioni inchieste
Le condizioni e i luoghi in cui sono state condotte le inchieste hanno influenzato molto la raccolta delle risposte. Quando possibile i raccoglitori si recavano direttamente a casa degli informatori, per percepire meglio lo stile di vita dell'intervistato e avere più materiale etnografico a disposizione. La discussione a volte era influenzata da altri partecipanti, spesso i familiari, che correggevano o integravano le lacune o gli errori degli intervistati. Nello stesso tempo però le continue interruzioni portavano ad una perdita di sicurezza del parlante nativo oppure a difficoltà di comprensione del raccoglitore. Da considerare, inoltre, le condizioni di scrittura precarie in cui i raccoglitori si trovavano tutte le volte che le interviste sono state condotte in piedi, in una stalla o all'aperto. La conoscenza linguistica ed etnografica del raccoglitore è stato un altro fattore determinante, in quanto ha influito sulla velocità di afferrare i suoni e sulla necessità di dover far ripetere le risposte.

### Durata
I tempi previsti per ogni inchiesta erano abbastanza variabili. Scheuermeier ha coperto 306 località per un totale di 6 anni, impiegando in media 18 ore per il questionario normale (3 giorni) e il doppio per quello esteso. Rohlfs e Wagner hanno impiegato più tempo, effettuando sedute più brevi, lavorando rispettivamente 15 mesi e 5 mesi.

## Carta base

### Formato
La carta base si fonda sulla carta d'Italia del Touring Club Italiano (scala 1:1.250.000), pubblicata nel 1914. Per ottenere un formato più maneggevole è stata applicata una riduzione della parte meridionale, comprese Sardegna e Sicilia, sfruttando la minor densità dei punti rispetto al Nord e la possibilità di scrivere nello spazio occupato dal mare. La linea che divide il Nord dal Sud separa anche i materiali raccolti da Scheuermeier da quelli di Wagner e Gerhard Rohlfs. Le regioni sono delimitate da linee puntinate e per orientamento è stato tracciato il corso del Po.

### Numerazione
L'intera area geografica è ordinata secondo un reticolo ideale di 1000 numeri, diviso in dieci aree per ambito geografico con questa distribuzione:
1-100 Cantone dei Grigioni e Ticino ()
100-200 Piemonte e Liguria ()
200-300 Lombardia ()
300-400 Venezie ()
400-500 Emilia ()
500-600 Toscana, Umbria e Marche ()
600-700 Lazio e Abruzzo ()
700-800 Campania, Basilicata, Puglia e Calabria ()
800-900 Sicilia ()
900-999 Sardegna ()
Ogni regione è divisa in dieci fasce da nord a sud, a cui corrispondono le decine di ogni numero, e all'interno di ogni fascia la numerazione procede seguendo le unità in maniera crescente da sinistra a destra; alcuni numeri intermedi sono saltati, in base alla distanza tra le varie località. In generale la cifra centrale del numero corrisponde all'esatta localizzazione geografica del luogo in cui è stata svolta l'inchiesta. È stata scelta questa numerazione per poter inserire nuovi punti, se la rete fosse risultata troppo rada. Le forme linguistiche vengono scritte a destra, sopra o sotto il numero della località e quasi mai a sinistra e, nel caso in cui non ci sia posto, vengono riunite nello spazio sotto la Liguria o negli angoli della carta, indicando un segno di rimando.

### Annotazione
La didascalia che accompagna ogni carta è composta dall'intestazione e dalle annotazioni. L'intestazione contiene il lemma italiano e la sua traduzione in tedesco e francese; la parola in francese corrisponde di solito al lemma dell'ALF. Sotto il lemma sono presenti i rimandi bibliografici e il numero delle pagine e delle righe dei tre questionari, di cui al primo posto il rinvio al questionario esteso, al secondo quello al questionario normale e al terzo quello al questionario ridotto. Nel caso il lemma manchi in uno dei questionari viene indicato con 0.
Le annotazioni si dividono in:
- Osservazioni generali con indicazioni su come sono state poste le domande o contraddizioni nelle risposte e dati etnografici.
- Trascrizione di materiali complementari con risposte che non sono state inserite sulla carta.
- Osservazioni particolari a livello linguistico o etnografico.

### Sistema di trascrizione
Il sistema fonetico dell'AIS si basa sul sistema di trascrizione di Graziadio Isaia Ascoli, utilizzato nella rivista Archivio glottologico italiano e diventato uno standard negli anni della pubblicazione del primo volume dell'atlante. Sono state effettuate alcune modifiche ma le innovazioni successive nel campo della trascrizione fonetica non sono state applicate per mantenere una coerenza in tutta l'opera. In generale il sistema non ha l'intenzione di essere oggettivo, in quanto rende semplicemente l'impressione uditiva, su cui è basata l'intera inchiesta: si possono quindi incontrare incoerenze dovute alla differente percezione dei raccoglitori.
Le modifiche riguardano suoni intermedi o scarsamente percepibili, tipici di alcuni dialetti (come le vocali aspirate che si trovano spesso in Toscana), che sono stati espressi con segni occasionali. Altri segni sono stati creati direttamente dai raccoglitori quando il sistema iniziale è sembrato insufficiente, ovvero quando sono stati incontrati dei suoni non previsti.
Alcune inchieste nell'Italia meridionale sono state ritrascritte, in quanto Gerhard Rohlfs aveva inizialmente utilizzato la trascrizione dell'Associazione Fonetica Internazionale.

### Segni e abbreviazioni
All'interno di ogni carta i lemmi, oltre che dai numeri delle località, sono accompagnati da segni o abbreviazioni. I segni riguardano risposte degli informatori, dubbi dei raccoglitori, spiegazioni del contesto di frase non inclusi nel lemma, traduzioni, osservazioni. Le abbreviazioni riguardano correzioni, indicazioni sulla pronuncia e il contesto d'uso del lemma, il tipo di questionario utilizzato e i titoli delle opere citati nella didascalie.

## Consultazione
È possibile cercare un vocabolo nell'indice del primo volume oppure è possibile consultare il dizionario e controllare in che volume si trova il vocabolo e qual è il numero di carta. Dalla carta è possibile stabilire lo stato di correlazione tra i termini, in base alle radici diverse. È anche possibile fare una ricerca per area geografica confrontando diverse parole con simili fenomeni fonetici e studiando la loro regolarità.

## Materiale etnografico
Sono state raccolta in totale 3000 fotografie, accompagnate da una descrizione contenente la terminologia dialettale dell'oggetto o dell'attività rappresentate. Non sono presenti fotografie per tutte le indagini linguistiche perché nelle aree limitrofe spesso le caratteristiche etnografiche sono comuni. Sono presenti molte lacune in quanto i punti di rilevazione sono stati decisi in base a motivazioni linguistiche e la scelta degli oggetti è stata influenzata dal succedersi delle stagioni e dalla disponibilità degli informatori. 
Per motivi di ordine e per poter dare al lettore la possibilità di confronto sono stati stabiliti dei settori etnografici:
- Allevamento del bestiame
- Apicoltura
- Lavorazione del latte e relativi attrezzi
- Carri e slitte
- Gioghi
- Lavorazione della terra (badile, zappa, bidente, ecc.)
- Aratura e relativi attrezzi
- Trebbiatura e relativi attrezzi
- Pulitura del grano
- Fienagione e relativi attrezzi
- Coltivazione e lavorazione della canapa e del lino
- Viticoltura e vinificazione
- Metodi vari di coltivazione
- Edilizia, riguardo soprattutto l'agricoltura (casa contadina, podere, aia, stalla, edifici annessi, recinti, ecc.)
- Mobilio
- Mezzi di illuminazione
- Cucina e relativi attrezzi
- Focolare, camino e mezzi di riscaldamento
- Bucato
- Preparazione del pane
- Filatura
- Tessitura
- Costume
- Calzature
- Vita domestica
- Artigianato
- Persone o gruppi di persone